# 신조
신조(信條)는 믿음, 특히 종교적 믿음이나 신앙을 기술한 것으로, 종교적 예배의 일부로 자주 쓰인다. 신경(信經), 교의(敎義)라고도 하며 로마 가톨릭에서는 그레도라고도 부른다. 기독교에서 가장 널리 쓰이고 있는 신조 가운데 하나는 니케아-콘스탄티노폴리스 신경으로, 기원후 325년에 제1차 니케아 공의회에서 성립된 니케아 신경을 바탕으로 성립되었다.

## 같이 보기
- 신앙 개조